# Gerechtelijk arrondissement Leuven
Het gerechtelijk arrondissement Leuven is een van de drie gerechtelijk arrondissementen in het gerechtelijk gebied Brussel. Het valt samen met de grenzen van het bestuurlijk arrondissement Leuven. Het gerechtelijk arrondissement Leuven heeft een afdeling (Leuven), 7 gerechtelijk kantons en 30 gemeenten. De gerechtelijke kantons zijn Aarschot, Diest, Leuven 1-3, Tienen en Zoutleeuw.
Het arrondissement is zetel van een van de 12 rechtbanken van eerste aanleg van België.